# Francisco Ánzar Herrera
J. Francisco Ánzar Herrera es un Político Mexicano, miembro del Partido Revolucionario Institucional y antiguo diputado al Congreso de Colima en el Grupo Parlamentario del PRI de la LV Legislatura del Congreso del Estado de Colima. Es licenciado en Administración Pública y fue presidente municipal del Ayuntamiento de Coquimatlán. Tiene diplomados en computación básica en la Universidad de Colima, en calidad total, en relaciones humanas y en agronegocios. Fue Secretario de Planeación del gobierno del Estado de Colima en el gabinete de Mario Anguiano Moreno y posteriormente dirigente estatal de la Confederación Nacional Campesina (CNC). Actualmente es Presidente del Comité Directivo Estatal del Partido Revolucionario Institucional en Colima. 